# Стефан Вълев
Стефан Николов Вълев (р. 10 април 1935 г. – п. 3 март 2009 г.) – български графичен дизайнер, промишлен дизайнер и илюстратор, един от основателите на българския промишлен дизайн.

## Биография
Роден е в град Раднево, близо до Стара Загора в Южна България (тогава Царство България). Баща му Никола Вълев е аптекар, емигрирал през 1946 г. в Швейцария по политически причини. На семейството му е забранено да напуска България и е репресирано от комунистическата диктатура. През 1956 г. Стефан е изпратен в един от комунистическите концентрационни лагери – Белене, разположен на остров Персин, на река Дунав, където прекарва 14 месеца. Впоследствие е приет за студент в НХА (Национална художествена академия) в столицата София, и след двукратно изключване заради политическа несъвместимост с принципите на комунистическото общество, най-сетне успява да завърши образованието си по стенопис при проф. Георги Богданов.
След отбиване на военната си служба Стефан Вълев работи няколко години на свободна практика като илюстратор и графичен дизайнер, след което започва работа в ЦИПЕ в София. Там той се изявява като графичен дизайнер, творчески ръководител и промишлен дизайнер сред група млади и талантливи художници, дизайнери и инженери.  През 1965 той е назначен за началник на отдел „Визуална комуникация и промишлен дизайн“, по-късно преименуван на отдел „Информация“. Стефан работи на тази длъжност до 1990 г. Създател на разнообразни инсталации и декоративни елементи в Националния дворец на културата (НДК) и Крематориума в София, стотици запазени знаци, илюстрации, плакати, проекти за промишлен дизайн и т.н. 
Той проектира и първия български автомобил, наречен Мото-купе , както и множество продукти от ежедневието. Стефан има редица публикации в бюлетина „Дизайн“ на ЦИПЕ, в списание „Промишлена естетика и декоративно изкуство“ и т.н. Негов проект е и новата графична визия на Агенцията за българите в чужбина и списание „Ек“.
Заради професионализма си Стефан Вълев е избиран за член на няколко държавни комисии и за председател на Ведомствена комисия по дизайн. Той е носител на наградата „Златни ръце“ и други почетни награди.